# Convocazioni all'European Silver League maschile 2022
Elenco dei giocatori convocati per l'European Silver League 2022.

## Albania
| N° | Nome           | Ruolo | Data di nascita  | Squadra             |
| -- | -------------- | ----- | ---------------- | ------------------- |
| -  | Giannīs Melka  | All   | 19 maggio 1964   | Anagennīsī Deryneia |
| 1  | Zhenklaud Muça | L     | 27 dicembre 1991 | Partizani Tirana    |
| 2  | Xhulian Lumani | L     | 9 agosto 2000    | Tirana              |
| 3  | Julian Talaj   | C     | 3 agosto 1999    | Tirana              |
| 4  | Redjo Koçi     | S     | 1º novembre 1994 | Al-Kweldeeh         |
| 5  | Aldo Kupi      | P     | 24 giugno 1996   | Tirana              |
| 6  | Juli Çela      | O     | 29 luglio 2000   | Partizani Tirana    |
| 7  | Redi Bakiri    | S     | 22 luglio 2000   | AZS Olsztyn         |
| 9  | Krist Martiro  | C     | 25 aprile 1996   | Tirana              |
| 10 | Osman Qepa     | S     | 2 aprile 1996    | Partizani Tirana    |
| 11 | Leonardo Doda  | S     | 14 ottobre 2000  | MÁV Előre           |
| 12 | Amarildo Deliu | P     | 30 luglio 1995   | MÁV Előre           |
| 13 | Norgen Baruti  | C     | 23 maggio 1997   | Tirana              |
| 14 | Anton Qafarena | O     | 11 giugno 1997   | Verona              |
| 18 | Armando Gaxiri | S     | 22 giugno 1993   | Tirana              |
| 20 | Muharrem Deliu | P     | 13 maggio 2001   | Partizani Tirana    |

## Bosnia ed Erzegovina
| N° | Nome              | Ruolo | Data di nascita   | Squadra            |
| -- | ----------------- | ----- | ----------------- | ------------------ |
| -  | Arsenije Protić   | All   | 8 agosto 1990     | -                  |
| 1  | Džemil Jelašković | P     | 7 febbraio 1993   | Škendija           |
| 2  | Alen Didović      | S     | 8 gennaio 1997    | Epicentr-Podoljany |
| 4  | Kenan Fejzić      | P     | 28 luglio 1996    | Bosna Sarajevo     |
| 5  | Tihomir Gajić     | C     | 13 ottobre 1993   | HAOK Mladost       |
| 6  | Ivo Ivić          | P     | 1º maggio 2000    | Ried               |
| 7  | Adin Fazlić       | S     | 10 dicembre 2001  | -                  |
| 8  | Asmir Hukičević   | S     | 16 marzo 1993     | Mladost Brčko      |
| 9  | Miloš Popović     | C     | 18 ottobre 1996   | Borac              |
| 10 | Adi Osmanović     | O     | 6 maggio 1995     | Hatayspor          |
| 11 | Emir Makaš        | S     | 19 agosto 1990    | Fužinar            |
| 13 | Andrej Ristić     | S     | 23 gennaio 1998   | Stella Rossa       |
| 17 | Marko Milovanović | O     | 23 aprile 1998    | Kaposvár           |
| 18 | Bakir Hercegovac  | C     | 16 novembre 2000  | Domaljevac         |
| 19 | Matej Ivić        | L     | 27 gennaio 1999   | Varaždin           |
| 20 | Stefan Janković   | C     | 27 settembre 2001 | Partizan           |

## Finlandia
| N° | Nome              | Ruolo | Data di nascita  | Squadra           |
| -- | ----------------- | ----- | ---------------- | ----------------- |
| -  | Joel Banks        | All   | 3 aprile 1975    | Maaseik           |
| 1  | Antti Ronkainen   | S     | 11 agosto 1996   | Losanna UC        |
| 2  | Miro Leinonen     | C     | 29 novembre 2000 | Hurrikaani-Loimaa |
| 3  | Jiri Hänninen     | S     | 12 maggio 1998   | Vammalan          |
| 5  | Akseli Lankinen   | P     | 31 agosto 1997   | Menen             |
| 8  | Voitto Köykkä     | L     | 9 luglio 1999    | Akaa              |
| 10 | Luka Marttila     | S     | 30 giugno 2003   | Hurrikaani-Loimaa |
| 12 | Aaro Nikula       | O     | 23 marzo 1999    | Benfica           |
| 13 | Joonas Jokela     | O     | 12 dicembre 1998 | Orion             |
| 14 | Nuutti Niinivaara | C     | 29 luglio 1998   | ETTA              |
| 15 | Henrik Porkka     | C     | 14 gennaio 1998  | Lucerna           |
| 17 | Severi Savonsalmi | C     | 21 agosto 2000   | Vammalan          |
| 19 | Niklas Breilin    | L     | 8 settembre 1999 | VDK Gent          |
| 21 | Fedor Ivanov      | P     | 1º dicembre 2000 | Savo              |
| 23 | Sakari Mäkinen    | S     | 19 gennaio 1995  | Vammalan          |

## Macedonia del Nord
| N° | Nome              | Ruolo | Data di nascita   | Squadra             |
| -- | ----------------- | ----- | ----------------- | ------------------- |
| -  | Ratko Pavličević  | All   | 4 luglio 1965     | Chênois             |
| 2  | Ǵorǵi Ǵorǵiev     | P     | 22 maggio 1992    | Hebăr               |
| 3  | Stefan Aleksov    | C     | 10 maggio 1996    | -                   |
| 4  | Nikola Ǵorǵiev    | O     | 23 luglio 1988    | ACH Volley          |
| 5  | Vlado Milev       | S     | 9 maggio 1987     | Strumica            |
| 6  | Kostadin Richliev | L     | 21 marzo 2000     | -                   |
| 7  | Slave Nakov       | C     | 25 agosto 1994    | -                   |
| 10 | Angel Boshkov     | S     | 11 gennaio 2022   | -                   |
| 11 | Filip Despotovski | P     | 2 luglio 1986     | Budva               |
| 13 | David Stojanov    | P     | 25 ottobre 2001   | Šoštanj Topolšica   |
| 15 | Filip Madjunkov   | C     | 18 marzo 1996     | Mladost Kaštela     |
| 16 | Stojan Iliev      | S     | 3 marzo 1999      | SCM Zalău           |
| 17 | Luka Kostikj      | S     | 12 ottobre 2001   | Marek Junion-Ivkoni |
| 18 | Vase Mihailov     | S     | 15 settembre 1986 | Strumica            |
| 20 | Filip Savovski    | C     | 4 agosto 2002     | Novi Sad            |

## Romania
| N° | Nome               | Ruolo | Data di nascita   | Squadra               |
| -- | ------------------ | ----- | ----------------- | --------------------- |
| -  | Sergiu Stancu      | All   | 4 agosto 1982     | Arcada Galați         |
| 1  | Bela Bartha        | C     | 19 ottobre 2000   | Universitatea Craiova |
| 2  | Mircea Peța        | S     | 2 aprile 1994     | Steaua Bucarest       |
| 3  | Filip Constantin   | P     | 23 ottobre 1997   | Dinamo Bucarest       |
| 4  | Sergio Diaconescu  | L     | 28 giugno 1996    | Universitatea Craiova |
| 6  | Claudiu Dumitru    | P     | 29 marzo 1995     | -                     |
| 7  | Rareș Bălean       | S     | 8 luglio 1997     | SCM Zalău             |
| 8  | Marius Iftime      | S     | 26 luglio 1995    | -                     |
| 9  | Adrian Aciobăniței | S     | 24 agosto 1997    | Chaumont              |
| 10 | Cristian Bartha    | P     | 29 novembre 1985  | Dinamo Bucarest       |
| 11 | Ciprian Matei      | O     | 24 aprile 1989    | -                     |
| 12 | Marian Bala        | S     | 12 marzo 1990     | Arcada Galați         |
| 13 | Alexandru Rață     | O     | 11 luglio 2000    | Arcada Galați         |
| 16 | Robert Vologa      | C     | 11 giugno 1996    | -                     |
| 17 | Vlad Kantor        | L     | 3 maggio 1995     | Arcada Galați         |
| 18 | Robert Călin       | C     | 1º settembre 2000 | Universitatea Craiova |
| 19 | Daniel Chiţigoi    | S     | 10 marzo 2005     | Olimpia Bucarest      |
| 21 | Andrei Butnaru     | C     | 9 febbraio 1998   | Arcada Galați         |

## Ungheria
| N° | Nome                  | Ruolo | Data di nascita  | Squadra       |
| -- | --------------------- | ----- | ---------------- | ------------- |
| -  | Robert Koch           | All   | 17 marzo 1976    | Graz          |
| 1  | Alpár Szabó           | C     | 26 luglio 1990   | Kecskeméti    |
| 2  | Bence Bozóki          | L     | 22 novembre 1994 | Kaposvár      |
| 3  | Norbert Kholmann      | C     | 13 marzo 1997    | -             |
| 4  | Marcell Pesti         | O     | 1º maggio 2000   | Lycurgus      |
| 5  | Patrik Hubicska       | S     | 1º febbraio 1995 | Kaposvár      |
| 6  | Bálint Magyar         | P     | 17 dicembre 1991 | Pénzügyőr     |
| 7  | Zsombor Török         | L     | 24 novembre 2004 | -             |
| 9  | Zoltán Kovács         | O     | 23 agosto 1986   | Pénzügyőr     |
| 10 | Péter Blázsovics      | S     | 8 giugno 1995    | Kazincbarcika |
| 11 | Viktor Bán            | L     | 8 settembre 1997 | Kistext       |
| 12 | Kristóf Horváth       | S     | 2 settembre 1999 | Saint-Nazaire |
| 13 | Cameron Keen          | P     | 9 ottobre 1997   | Graz          |
| 14 | Krisztián Pádár       | O     | 14 novembre 1996 | Toray Arrows  |
| 15 | Bálint Kecskeméti     | C     | 7 agosto 2003    | DKSE          |
| 16 | Bálint Tomanóczy      | C     | 31 ottobre 2001  | Kecskeméti    |
| 22 | Dániel Gacs           | C     | 22 giugno 1996   | Pénzügyőr     |
| 23 | Marcell Mikuláss-Koch | P     | 23 ottobre 2002  | Graz          |